# Laelia ordinata
Laelia ordinata är en fjärilsart som beskrevs av Karsch 1895. Laelia ordinata ingår i släktet Laelia och familjen tofsspinnare. Inga underarter finns listade i Catalogue of Life.